# László Andor
László Andor (* 3. června 1966, Zalaegerszeg) je maďarský ekonom a politik, v letech 2010–2014 evropský komisař pro zaměstnanost, sociální věci a začlenění ve druhé Barrosově komisi.